# 國際定向越野運動總會
國際定向越野運動總會（英語：International Orienteering Federation，縮寫：IOF）是一個國際性定向越野運動管理組織，總部位於瑞典卡爾斯塔德。國際定向越野運動總會所管理的4個項目包括定向越野、登山車定向、滑雪定向和輪椅定向。

## 歷史
1961年5月21日，保加利亞、捷克斯洛伐克、丹麥、德國、東德、芬蘭、挪威、匈牙利、瑞典、瑞士等國家協會在丹麥哥本哈根舉行會議決議成立國際定向越野運動總會。直至1969年會員國達16個，包括兩個非歐洲國日本和加拿大。總會於1977年獲國際奧林匹克委員會承認。

## 會員
截至2016年1月，80個國家定向越野協會已加入國際定向越野運動總會，其中56個為正式會員，另24個為臨時會員。依地理位置分為六個區域：
- 阿根廷
- 奥地利
- 比利时
- 白俄羅斯
- 巴西
- 保加利亚
- 加拿大
- 智利
- 中国
- 哥伦比亚
- 古巴
- 捷克
- 賽普勒斯
- 丹麦
- 西班牙
- 爱沙尼亚
- 芬兰
- 法國
- 英国
- 德国
- 希腊
- 香港
- 匈牙利
- 印度尼西亞
- 印度
- 爱尔兰
- 以色列
- 義大利
- 牙买加
- 日本
- 拉脫維亞
- 列支敦斯登
- 立陶宛
- 马来西亚
- 摩尔多瓦
- 蒙古国
- 北馬其頓
- 蒙特內哥羅
- 莫桑比克
- 荷蘭
- 挪威
- 新西兰
- 巴基斯坦
- 巴拿马
- 波蘭
- 葡萄牙
- 波多黎各
- 羅馬尼亞
- 南非
- 俄羅斯
- 塞爾維亞
- 斯洛維尼亞
- 瑞士
- 斯洛伐克
- 瑞典
- 泰國
- 中華臺北
- 土耳其
- 乌克兰
- 乌拉圭
- 美国
- 委內瑞拉

## 外部連結
- 國際定向越野運動總會